# غلوريا غونزاليس
غلوريا غونزاليس (بالإنجليزية: Gloria González)‏ هي ملحنة أمريكية، ولدت في 6 أبريل 1944 في سانتورس ‏ في الولايات المتحدة.